# Tanggul (Wonoayu)
Tanggul is een bestuurslaag in het regentschap Sidoarjo van de provincie Oost-Java, Indonesië. Tanggul telt 4104 inwoners (volkstelling 2010).